# Lynn Whitfield
Pour les articles homonymes, voir Whitfield.
Lynn Whitfield est une actrice afro-américaine, née le 6 mai 1953 à Bâton-Rouge, Louisiane.  

## Biographie
Lynn Whitfield est l'ainée des quatre enfants du dentiste Valerian Smith et sa femme Jean Butler, l'agent d'une compagnie financière. Elle est initiée à l'art dramatique par son père qui est l'un des fondateurs du théâtre municipal de Baton Rouge. Lynn fait ses études à l'Université Howard. Sa première expérience théâtrale a lieu au sein de Black Repertory Company de Washington, D.C dont elle épouse le directeur artistique Vantile Whitfield  en 1974. Elle va ensuite s'installer à New York et entamer une carrière Off-Broadway. Elle joue entre autres dans The Great Macdaddy et Showdown avant d'être acclamée aux côtés de Alfre Woodard dans For Colored Girls Who Have Considered Suicide When the Rainbow Is Enuf en 1977.
En 1981, elle apparait sous les traits de Jill Thomas dans la série télévisée Capitaine Furillo diffusée sur le réseau NBC. Elle obtient le rôle de Thelma Cleland dans Doctor Detroit en 1983, puis, enchaîne avec Match à deux, Silverado et Johnnie Mae Gibson entre 1985 et 1986. Parallèlement elle tourne à la télévision dans The George McKenna Story (1986), Johnnie Mae Gibson: FBI (1986) Tall Tales and Legends (1987), HeartBeat (1988) et The Women of Brewster Place (1989). Un grand succès lui vient après le rôle de Joséphine Baker, artiste et résistante de la Seconde Guerre mondiale dans The Josephine Baker Story en 1991. Elle est reconnue meilleure actrice aux Primetime Emmy Awards (1991), aux Golden Globes (1992) et aux NAACP Image Awards (1993). En 1998, sa prestation dans Les Anges du bonheur où elle incarne Dr. Serena Hall (épisode Le Mur : 1re et 2e partie/Amazing Grace : Part 1, Part 2) lui rapporte le titre de la meilleure actrice des NAACP Image Awards pour la seconde fois. L'actrice compte également plusieurs nominations aux Black Reel Awards. En 2000, avec Love Songs et en 2004, avec la trilogie musicale The Cheetah Girls, pour être récompensée en tant que meilleure actrice du téléfilm Redemption: The Stan Tookie Williams Story en 2005.

## Vie personnelle
Lynn Whitfield s'est mariée à deux reprises : avec l'acteur et dramaturge Vantile Whitfield (1930-2005) de 1974 à 1978, puis avec le réalisateur Brian Gibson de 1990 à 1992. De son union avec Gibson, est née une fille prénommée Grace.

## Filmographie
- 1982 : For Colored Girls Who Have Considered Suicide/When the Rainbow Is Enuf (TV)
- 1983 : Doctor Detroit : Thelma Cleland
- 1985 : Match à deux (The Slugger's Wife) : Tina Alvarado
- 1985 : Silverado : Rae Johnson
- 1985 : Deux Flics À Miami (Miami Vice - Série TV, saison 2, épisode 9) : Odette Ribaud
- 1986 : Johnnie Mae Gibson: FBI (TV) : Johnnie Mae Gibson
- 1986 : The George McKenna Story (TV) : Bobbie
- 1987 : Shelley Duvall Presents: American Tall Tales and Legends: John Henry (TV) : Pollie Ann
- 1987 : Dead Aim : Sheila Freeman
- 1987 : Les Dents de la mer 4 (Jaws: The Revenge) : Louisa
- 1988 : Heartbeat (série télévisée) : Dr Cory Banks
- 1989 : The Women of Brewster Place (TV) : Ciel
- 1991 : The Josephine Baker Story (TV) : Josephine Baker
- 1991 : A Triumph of the Heart: The Ricky Bell Story (TV) : Natala
- 1992 : Stompin' at the Savoy (TV) : Esther
- 1993 : Taking the Heat (TV) : Carolyn Hunter
- 1994 : The Cosby Mysteries (TV) : Barbara Lorenz
- 1994 : Service des urgences (State of Emergency) (TV) : Dehlia Johnson
- 1994 : Au-delà de l'amour (Thicker Than Blood: The Larry McLinden Story) (TV) : Bobbie Mallory
- 1994 : En avant, les recrues ! (In the Army Now) : Le sergent Ladd
- 1994 : The Cosby Mysteries (série télévisée) : Barbara Lorenz
- 1996 : Sophie & the Moonhanger (TV) : Sophie
- 1996 : A Thin Line Between Love and Hate : Brandi Web
- 1997 : Pêche Party (Gone Fishin) : Angie
- 1997 : The Planet of Junior Brown : Mme Brown
- 1997 : Le Secret du bayou (Eve's Bayou) : Roz Batiste
- 1998 : The Wedding (TV) : Corinne Coles
- 1998 : Ma meilleure ennemie (Stepmom) : Dr P. Sweikert
- 1999 : The Color of Courage (TV) : Minnie McGhee
- 1999 : Deep in My Heart (TV) : Corrine Burrell
- 1999 : Le Dernier combat (Dangerous Evidence: The Lori Jackson Story) (TV) : Lori Jackson
- 1999 : Love Songs (TV) : Jean Simpson (segment A Love Song for Jean and Ellis)
- 2000 : A Time for Dancing : Linda Derricks, professeur de danse
- 2001 : Affaires de femmes (A Girl Thing) (feuilleton TV) : Nia Morgan
- 2002 : Lost in Oz (TV) : Bellaridere
- 2002-2006 : FBI : Portés disparus (Without a Trace) (TV) : Paula Van Doren (6 épisodes)
- 2003 : Président par accident (Head of State) : Debra Lassiter
- 2003 : Les Cheetah Girls (TV) : Dorothea
- 2004 : Redemption: The Stan Tookie Williams Story (TV) : Barbara Becnel
- 2006 : Affaire de femmes (Madea's Family Reunion) : Victoria
- 2006 : Confessions of a Call Girl : Dr Page
- 2006 : Les Cheetah Girls 2 (TV) : Dorothea
- 2008 : Kings of the Evening : Gracie
- 2008 : The Women : Glenda Hill
- 2009 : Mama, I Want to Sing! : Lillian Winter
- 2009 : The Rebound : Laura
- 2011 : Itinéraire manqué (All Things Fall Apart) de Mario Van Peebles : Bee Barnes
- 2012 : Dance Battle America : Mlle Parker
- 2014 : Lap Dance : Momma Pearl
- 2014 : Hit the Floor : Vanessa Howard (1 épisode)
- 2014–2015 : Murder :  Mary Walker 3 episodes
- 2015 : Prémonitions : Irene
- 2015 : For All Eyes Always : Sydney Greenstreet
- 2015 : Curve Ball : Dr Layne
- 2015 : The North Star : Miss Grace
- 2015 : Chasing Life : Karen Callahan (2 épisodes)
- 2015-2016 : Mistresses : Marjorie (4 épisodes)
- 2016 : Prayer Never Fails : Loral Hess
- 2016–2020 : Greenleaf : Lady Mae Greenleaf (actrice principale)
- 2018 : Une femme de tête : Pauletta
- 2023 : Une retraite d'enfer (The Retirement Plan) de Tim Brown